# Гарднер, Ава
Ава Лавиния Гарднер (англ. Ava Lavinia Gardner; 24 декабря 1922[…], Грабтаун, Северная Каролина — 25 января 1990[…], Вестминстер, Лондон, Великобритания) — американская актриса кино и телевидения, певица. Одна из ярчайших звёзд Голливуда 1940-х и 1950-х годов. Номинировалась на премию «Оскар». Занимает 25-е место в списке величайших кинозвёзд в истории Голливуда. Обладательницу «лица ангела и тела богини» часто называли одной из самых красивых актрис XX века.

## Биография
Ава Гарднер была самой красивой женщиной в мире. Почему? Она никогда ничего с собой не делала. Она выглядела как женщина и никогда не пыталась выглядеть как девочка.
Ава Гарднер родилась 24 декабря 1922 года в Грабтауне, округ Джонстон, штат Северная Каролина, и была младшей из семи детей в семье фермеров выращивающих табак Джонаса Бейли Гарднера (1878—1938), католика ирландского и индейского происхождения, и Мэри Элизабет Бейкер (1883—1943), баптистки имевшей английские, ирландские и шотландские корни. Позже её семья переехала в Ньюпорт-Ньюс, штат Виргиния, где мать Авы управляла пансионом. Когда Аве было 15 лет её отец умер от бронхита, после его смерти семья переехала в городок Рок-Ридж недалеко от Уилсона, штат Северная Каролина, где Ава посещала среднюю школу Рок-Ридж которую окончила в 1939 году. После школы будущая актриса поступила в Атлантический христианский колледж, где около года обучалась на секретаря.
Карьера Гарднер началась, когда она летом 1940 года навещала свою старшую сестру Беатрис в Нью-Йорке. Муж её сестры Ларри Тарр, увидев Аву, захотел сделать фото, которое он выставил в витрине своей фотостудии на Пятой Авеню. Барнард Духан, сотрудник юридического отдела «Театров Лоу», заметил фото Авы и захотел взять её номер телефона. Он использовал тот факт что MGM была дочерней компанией «Театров Лоу». Подписав контракт со студией MGM, Гарднер начала с 1941 года появляться в основном в эпизодических ролях, и первый ощутимый успех пришёл к ней с фильмом «Убийцы» (1946) — классическим кино в послевоенном жанре нуар. В 1950-е годы Аву Гарднер начали раскручивать под девизом «самое сексуальное животное на земле». Пиком карьеры Авы стали главные роли в фильмах «Снега Килиманджаро» с Грегори Пеком (1952) и «Могамбо» с Кларком Гейблом (1953), за который актриса была номинирована на премию «Оскар», а также получила номинации для других фильмов такие как премия BAFTA и Золотой глобус.

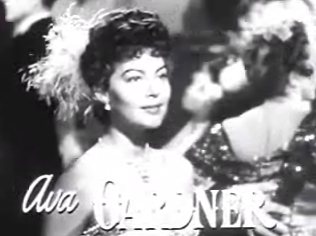
Ава Гарднер в трейлере к фильму «Моё запретное прошлое» (1951)

К началу 1960-х годов её карьера пошла на спад. Последняя крупная роль была в фильме «Ночь игуаны» (1964). Несмотря на очевидный талант, Гарднер никогда не была высокого мнения о своих актёрских способностях. Майк Николс и продюсеры фильма «Выпускник» хотели, чтобы Ава Гарднер сыграла роль миссис Робинсон, но она отказалась. Когда режиссёр сказал, что она отличная актриса, Гарднер ответила: «Вы очень добры. У меня нет таланта. Они все старались, но всё впустую».
В 1976 году Гарднер снялась в советско-американском фильме «Синяя птица».

## Личная жизнь
Помимо работы в кино, Ава Гарднер всегда была излюбленным фигурантом колонок светской хроники. Она была замужем три раза — в 1941—1943 годах за кинозвездой Микки Руни, в 1945—1946 годах — за королём свинга Арти Шоу и в 1951—1957 годах за певцом Фрэнком Синатрой. Кроме того, стала широко известна её скандальная связь с миллионером Говардом Хьюзом, который, по словам самой актрисы, принуждал её к браку и установил за ней слежку. В 1955 году Ава переехала в Испанию, где прожила до 1968 года, после чего переехала в Англию.
Последние годы своей жизни Ава Гарднер провела в Лондоне. В 1986 году актриса перенесла два инсульта, оставившие её частично парализованной и прикованной к постели. Медицинские счета Гарднер оплачивал её бывший муж Фрэнк Синатра. 25 января 1990 года актриса в возрасте 67 лет скончалась от пневмонии. Её последними словами были: «Я так устала…». Грегори Пек, близкий друг и партнёр Гарднер по фильмам «Большой грешник» (1949), «Снега Килиманджаро» (1952) и «На берегу» (1959), забрал Морган, собаку Гарднер, и её домработницу Кармен Варгас с собой в Лос-Анджелес. Ава Гарднер была похоронена 29 января в Мемориальном парке Сансет рядом со своими родителями, братьями и сёстрами, в городе Смитфилд, Северная Каролина. В Смитфилде сейчас есть музей Авы Гарднер, основанный в 1996 году.

## Фильмография
| Год  |     | Русское название               | Оригинальное название                | Роль                                      |
| ---- | --- | ------------------------------ | ------------------------------------ | ----------------------------------------- |
| 1941 | кор | —                              | Fancy Answers                        | девушка на концерте                       |
| 1941 | кор | —                              | Strange Testament                    | официантка                                |
| 1941 | ф   | Тень тонкого человека          | Shadow of the Thin Man               | проезжая на ипподроме                     |
| 1941 | ф   | Х. М. Палхэм, эсквайр          | H. M. Pulham, Esg.                   | молодая светская львица                   |
| 1941 | ф   | Юнцы на Бродвее                | Babes on Broadway                    | слушательница                             |
| 1942 | кор | —                              | We Do It Because                     | Лукреция Борджиа                          |
| 1942 | ф   | Джо Смит, американец           | Joe Smith, American                  | эпизодическая роль                        |
| 1942 | ф   | В этот раз и навсегда          | This Time for Keeps                  | девушка в автомобиле, зажигающая сигарету |
| 1942 | ф   | Убийцы-белоручки               | Kid Glove Killer                     | официантка придорожного ресторана         |
| 1942 | ф   | Воскресный пунш                | Sunday Punch                         | зрительница в первом ряду                 |
| 1942 | ф   | Вызывая доктора Гиллеспи       | Calling Dr. Gillespie                | студентка-выпускница                      |
| 1942 | кор | —                              | Mighty Lak a Goat                    | девушка в театральной кассе               |
| 1942 | ф   | Снова вместе в Париже          | Reunion in France                    | Мари, продавщица                          |
| 1943 | ф   | Дюбарри была дамой             | Du Barry Was a Lady                  | надушенная девушка                        |
| 1943 | ф   | Безумец Гитлера                | Hitler’s Madman                      | Франциска Притрич                         |
| 1943 | ф   | Призраки на свободе            | Ghosts on the Loose                  | Бетти                                     |
| 1943 | ф   | Молодые идеи                   | Young Ideals                         | студентка                                 |
| 1943 | тф  | Свинговая лихорадка            | Swing Fever                          | портье                                    |
| 1943 | ф   | Потерянный ангел               | Lost Angel                           | гардеробщица                              |
| 1944 | ф   | Две девушки и моряк            | Two Girls and a Sailor               | танцующая в столовой / девушка мечты      |
| 1944 | ф   | Трое мужчин в белом            | 3 Men in White                       | Джин Браун                                |
| 1944 | ф   | Мейзи едет в Рено              | Maisie Goes to Reno                  | Глория Фуллертон                          |
| 1944 | ф   | Светловолосая лихорадка        | Blonde Fever                         | эпизодическая роль                        |
| 1945 | ф   | Она поехала на скачки          | She Went to the Races                | Хильда Споттс                             |
| 1945 | кор | —                              | I’m a Civilian Here Myself           | девушка мечты                             |
| 1946 | ф   | Полустанок                     | Whistle Stop                         | Мэри                                      |
| 1946 | ф   | Убийцы                         | The Killers                          | Китти Коллинс                             |
| 1947 | ф   | Рекламисты                     | The Hucksters                        | Джин Огилви                               |
| 1947 | ф   | Сингапур                       | Singapore                            | Линда Грэм / Энн Ван Лейден               |
| 1948 | ф   | Одно прикосновение Венеры      | One Touch of Venus                   | Венера                                    |
| 1949 | ф   | Подкуп                         | The Bribe                            | Элизабет Хинттен                          |
| 1949 | ф   | Большой грешник                | The Great Sinner                     | Полина Островская                         |
| 1949 | ф   | Ист-Сайд, Вест-Сайд            | East Side, West Side                 | Изабель Лоррисон                          |
| 1951 | ф   | Пандора и Летучий Голландец    | Pandora and the Flying Dutchman      | Пандора Рейнольдс                         |
| 1951 | ф   | Моё запретное прошлое          | My Forbidden Past                    | Барбара Боревел                           |
| 1951 | ф   | Плавучий театр                 | Show Boat                            | Джули Лаверн                              |
| 1952 | ф   | Одинокая звезда                | Lone Star                            | Марта Ронда                               |
| 1952 | ф   | Снега Килиманджаро             | The Snows of Kilimanjaro             | Синтия Грин                               |
| 1953 | ф   | Театральный фургон             | The Band Wagon                       | в роли самой себя                         |
| 1953 | ф   | Отважные противники            | Ride, Vaguero                        | Корделия Камерон                          |
| 1953 | ф   | Могамбо                        | Mogambo                              | Элоиза Келли                              |
| 1953 | ф   | Рыцари Круглого стола          | Knights of the Round Table           | Гвиневра                                  |
| 1954 | ф   | Босоногая графиня              | The Barefoot Contessa                | Мария Варгас                              |
| 1956 | ф   | Станция Бховани                | Bhowani Junction                     | Виктория Джонс                            |
| 1957 | ф   | Маленькая хижина               | The Little Hut                       | леди Сьюзен Эшлоу                         |
| 1957 | ф   | И восходит солнце              | The Sun Also Rises                   | леди Бретт Эшли                           |
| 1958 | ф   | Обнажённая Маха                | The Naked Maja                       | Мария Каэтана, герцогиня Альба            |
| 1959 | ф   | На берегу                      | On the Beach                         | Мойра Дэвидсон                            |
| 1960 | ф   | Ангел в красном                | The Angel Wore Red                   | Соледад                                   |
| 1963 | ф   | 55 дней в Пекине               | 55 Days at Peking                    | баронесса Натали Иванова                  |
| 1964 | ф   | Семь дней в мае                | Seven Days in May                    | Элеанор Холбрук                           |
| 1964 | ф   | Ночь игуаны                    | The Night of the Iguana              | Максин Фолк                               |
| 1966 | ф   | Библия                         | The Bible: In the Beginning          | Сарра                                     |
| 1968 | ф   | Майерлинг                      | Mayerling                            | императрица Елизавета                     |
| 1970 | ф   | Баллада о Тэм Лине             | The Ballad of Tam Lin                | Микаэла Казарет                           |
| 1972 | ф   | Жизнь и времена судьи Роя Бина | The Life and Times of Judge Roy Bean | Лили Лэнгтри                              |
| 1974 | ф   | Землетрясение                  | Earthquake                           | Реми Ройс-Графф                           |
| 1975 | ф   | Разрешение на убийство         | Permission to Kill                   | Катина Питерсен                           |
| 1976 | ф   | Синяя птица                    | The Blue Bird                        | Удовольствие                              |
| 1976 | ф   | Перевал Кассандры              | The Cassandra Crossing               | Николь Дресслер                           |
| 1977 | ф   | Часовой                        | The Sentinel                         | мисс Логан                                |
| 1979 | ф   | Город в огне                   | City on Fire                         | Мэгги Грейсон                             |
| 1980 | ф   | Похищение президента           | The Kidnapping of the President      | Бет Ричардс                               |
| 1981 | ф   | Служитель любви                | Priest of Love                       | Мэйбл Додж                                |
| 1982 | ф   | Регина                         | Regina Roma                          | мама                                      |
| 1985 | с   | Наша эра                       | A.D.                                 | Агриппина                                 |
| 1985 | с   | Тихая пристань                 | Knots Landing                        | Рут Самнер Галвестон                      |
| 1985 | с   | Долгое жаркое лето             | The Long Hot Summer                  | Минни Литтлджон                           |
| 1986 | тф  | Гарем                          | Harem                                | Кадин                                     |
| 1986 | тф  | Мэгги                          | Maggie                               | Дайан Уэбб                                |